# مايك جنكينز (شاعر)
مايك جنكينز (بالإنجليزية: Mike Jenkins)‏ هو شاعر بريطاني، ولد في 1953 في آبريستويث في المملكة المتحدة.